# Карл фон Оберкамп
Карл Фердинанд Йозеф Райхсріттер (Імперський лицар) фон Оберкамп (нім. Karl Ferdinand Joseph Reichsritter von Oberkamp; 30 жовтня 1893, Мюнхен — 4 травня 1947, Белград) — німецький воєначальник, бригадефюрер СС і генерал-майор військ СС.

## Біографія
Учасник Першої світової війни, служив в 9-му гусарському і 3-му єгерському полках. В 1919-20 роках — член добровольчого корпусу «Оберланд». В 1933 році вступив у НСДАП (квиток №1 928 904) та Імперську службу праці, в 1934 році — в СА. 16 березня 1935 року повернувся на службу в рейхсвер, служив у єгерських частинах. 1 листопада 1938 року переведений в частини посилення СС, вступив в СС (посвідчення №310 306) і викладав в юнкерських училищах СС в Бад-Тельці і Брауншвейгу.
З 1 червня 1939 року — командир 2-го батальйону лейбштандарту, з 4 червня 1940 року —3-го батальйону полку СС «Дойчланд», з 1 грудня 1940 року — полку СС «Германія». З червня 1942 по квітень 1943 року — інспектор унтер-офіцерських училищ СС і Головному оперативному управлінні СС. З 15 травня 1943 по 30 січня 1944 року — командир 7-ї добровольчої гірської дивізії СС «Принц Ойген», з 21 вересня по 1 жовтня 1944 року, — 5-го гірського корпусу СС. В жовтні 1944 року очолив 2-гу (піхотну) інспекцію Головного оперативного управління СС. В квітні 1945 року недовго командував 38-ю гренадерською дивізією СС «Нібелунги». В травні 1945 року взятий в полон британськими військами і згодом переданий югославській владі. Був визнаний винним в організації страт місцевого населення в 1943-4 роках і засуджений Югославським військовим трибуналом до страти. Повішений.

## Звання
- Фанен-юнкер (6 липня 1912)
- Унтерофіцер (27 листопада 1912)
- Фенріх (7 березня 1913)
- Лейтенант (18 лютого 1914)
- Оберлейтенант (18 квітня 1917)
- Гауптман (1 вересня 1935)
- Майор (16 січня 1937)
- Штурмбаннфюрер СС (1 листопада 1938)
- Оберштурмбаннфюрер СС (1 липня 1940)
- Штандартенфюрер СС (30 січня 1941)
- Оберфюрер СС (1 жовтня 1941)
- Бригадефюрер СС і генерал-майор військ СС (30 січня 1943)

## Нагороди
- Залізний хрест
  - 2-го класу (16 вересня 1914)
  - 1-го класу (6 липня 1916)
- Орден дому Саксен-Ернестіне, лицарський хрест 2-го класу з мечами (1 березня 1915)
- Хрест «За військові заслуги» (Австро-Угорщина) 3-го класу з військовою відзнакою (24 січня 1916)
- Орден «За заслуги» (Баварія) 4-го класу з мечами (24 січня 1916)
- Тірольська воєнна медаль (1930)
- Німецький імперський спортивний знак в сріблі
- Спортивний знак СА в бронзі, сріблі і золоті
  - в золоті (5 червня 1934)
- Пам'ятна військова медаль (Угорщина)
- Почесний хрест ветерана війни з мечами (1 квітня 1935)
- Медаль «За вислугу років у Вермахті» 4-го класу (4 роки; 2 жовтня 1936)
- Нагрудний знак керівника гірських військ (1937)
- Почесна шпага рейхсфюрера СС
- Кільце «Мертва голова»
- Йольський свічник
- Застібка до Залізного хреста
  - 2-го класу (22 вересня 1939)
  - 1-го класу (10 липня 1940)
- Хрест Воєнних заслуг 2-го і 1-го класу з мечами